# Marina 106
La 106 Tower est un gratte-ciel en construction à Dubaï. Les travaux ont débuté en 2009 et s'achèveront en 2019. Avec 445 mètres et 104 étages, la tour deviendra la plus haute de Dubaï Marina et la seconde plus élevée de l'émirat après la Burj Khalifa.